# Thoristella oppressa
Thoristella oppressa es una especie de molusco gasterópodo de la familia Trochidae. 

## Distribución geográfica
Se encuentra en Nueva Zelanda